# حكومة الاتحاد العربي
تشكلت حكومة الاتحاد العربي الهاشمي في 19 أيار 1958 وأطيح بها في ثورة 14 تموز 1958.
كان نوري السعيد رئيسا لوزراء المملكة العراقية، خلفه في المنصب أحمد مختار بابان الذي شكل وزارته في نفس يوم تشكيل حكومة الاتحاد العربي.
أما إبراهيم هاشم فقد كان رئيسا لوزراء المملكة الأردنية الهاشمية، فخلفه في المنصب سمير الرفاعي بتاريخ 18 أيار 1958.
كانت تشكيلة الوزارة كما يلي:
- رئيس الوزراء: نوري السعيد (عراقي، قتل في الثورة)
- نائب رئيس الوزراء: إبراهيم هاشم (أردني، قتل في الثورة)
- وزير الخارجية: توفيق السويدي (عراقي)
- وزير دولة للشؤون الخارجية: خلوصي الخيري (أردني)
- وزير الدفاع: سليمان طوقان (أردني، قتل في الثورة)
- وزير دولة لشؤون الدفاع: سامي فتاح (عراقي)
- وزير المالية: عبد الكريم الأزري (عراقي)